# تاكر بون
تاكر بون (بالإنجليزية: Tucker Bone)‏ هو لاعب كرة قدم أمريكي في مركز الوسط، ولد في 23 يناير 1996 في تاكوما في الولايات المتحدة. لعب مع نادي رينو 1868 ونادي كولورادو سبرينغس.

## وصلات خارجية
- تاكر بون على موقع الدوري الأمريكي (الإنجليزية)
- تاكر بون على موقع قاعدة بيانات كرة القدم.إي يو (الإنجليزية)
- تاكر بون على موقع Soccerway.com (الإنجليزية)